# Стражец (Разградская область)
Стражец (болг. Стражец) — село в Болгарии. Находится в Разградской области, входит в общину Разград. Население составляет 1 981 человек.

## Политическая ситуация
В местном кметстве Стражец, в состав которого входит Стражец, должность кмета (старосты) исполняет Шинаси Мехмед Хюсеин (Движение за права и свободы (ДПС)) по результатам выборов правления кметства.
Кмет (мэр) общины Разград — Денчо Стоянов Бояджиев (инициативный комитет) по результатам выборов в правление общины.